# Torrolluela del Obico
Torrolluela del Obico est une localité espagnole appartenant actuellement à la municipalité de Boltaña, dans la province de Huesca. Elle se trouve dans la région de Sobrarbe dans la communauté autonome d'Aragon.

## Situation actuelle
Actuellement, le village est désert, l'église encore debout est excentrée du reste des bâtiments qui sont dans un état de ruine partielle ou avancée.